# RCA Italiana
La RCA Italiana è stata una casa discografica italiana. Nata nel 1949 come sussidiaria indipendente della statunitense RCA Records (la Radio Corporation of America, così denominata dal 1929 al 1986),  fu fino alla cessione della casa madre alla General Electric, avvenuta nel 1986. A seguito di tale cambio di proprietà anche la filiale italiana finì per essere venduta nel 1987 alla BMG (Bertelsmann Music Group), una delle sei divisioni della multinazionale tedesca Bertelsmann, cessando negli anni successivi progressivamente ogni attività aziendale propria, e trasformandosi in label. È oggi un marchio dismesso, saltuariamente utilizzato, solo per quanto riguarda le ristampe dei dischi storici, dal proprietario del catalogo e licenziatario del brand, senza alcuna connessione con la RCA Records americana.

## Storia

### La nascita e i primi anni cinquanta: dalla RCA Records allaRTI(Radio e Televisione Italiana)

Il primo logo della RCA, utilizzato fino al 1968

Nel secondo dopoguerra, la RCA Records era già fra le più note case discografiche degli Stati Uniti; fondata nel 1919 come compagnia radiofonica, nel 1929 aveva acquistato la Victor Talking Machine Company (a sua volta una delle case discografiche più antiche, fondata nel 1901, che aveva stampato e distribuito tra gli altri i dischi di Enrico Caruso), affacciandosi così nel mercato discografico, sia per quel che riguardava la produzione che per la distribuzione.
Con la fine della seconda guerra mondiale, la RCA inviò un proprio ingegnere (proveniente dalla Westinghouse, comprata dalla RCA nel 1926), Giuseppe Antonino Biondo, per ricostruire il mercato dell'azienda in Europa. Nel 1946 fu aperto un ufficio a Milano (in via Vittorio Veneto) e nel 1947 una a Roma, in via Milano 49: la Cineonda s.r.l., dedicato soprattutto alla distribuzione della parte dei prodotti elettronici della RCA, che non sapeva se e come il mercato discografico avrebbe preso piede in Italia.
Nel 1949, il cattolico Frank M. Folsom, già dal 1942 vice presidente della RCA Victor (una delle cinque sottocompagnie della RCA statunitense) era nel frattempo succeduto a David Sarnoff alla presidenza della compagnia. Papa Pio XII, durante un'udienza, memore dei bombardamenti americani del 19 luglio 1943 che colpirono il quartiere romano di San Lorenzo, aveva chiesto espressamente a Folsom l'installazione di una fabbrica nel borgo romano.
Quando nel 1950 la RCA decise quindi di costruire una propria filiale in Italia, sfruttando gli investimenti statunitensi in Europa, operati attraverso il piano Marshall, la scelta dell'ubicazione fu girata da Milano, dove avrebbe dovuto essere, a Roma.
Inizialmente, per poter partire celermente, visto che i lavori per il nuovo stabilimento avrebbero richiesto tempo, la sede legale ed amministrativa venne ubicata in un palazzo già esistente, in Via Caccini nr.1, vicino a Villa Borghese. Chiusa la Cineonda, il personale venne trasferito presso tale sede. Il nome della nuova società per azioni, nata nel settembre del 1951, fu quello di Radio e Televisione Italiana S.p.A. (RTI); non era ancora chiaro, infatti, se ci si sarebbe occupati di importazione e assemblaggio/costruzione di apparecchi fonografici oppure di dischi. La società, ad ogni modo, era controllata inizialmente per il 55% dalla casa madre statunitense (a cui si aggiungeva un 30% dello stesso Biondo), per il 10% dal Vaticano tramite l'Istituto per le Opere di Religione (IOR), e per un 5% residuo dal conte Enrico Pietro Galeazzi, (ingegnere dipendente del Vaticano, uomo di fiducia del Papa nonché amico di Francis J. Spellman, già potente vescovo di New York).
Intanto, alla fine del 1950, dopo una serie di sopralluoghi, era stato deciso di acquistare un terreno sulla Tiburtina, di proprietà del latifondista Anacleto Gianni, iniziando subito i lavori, per poter usufruire dei fondi americani. A capo dell'azienda, una volta terminata, sarebbe stato posto lo stesso ingegnere Antonio Giuseppe Biondo. La progettazione della struttura fu assegnata a due ingegneri americani: Harry Stemshorn e John McCursky, affiancati dall'ingegner De Angelis, italiano. Fino ad allora, l'unica fabbrica di dischi in Italia si trovava a Milano ed era di proprietà de La Voce del Padrone. Biondo sarebbe poi stato sostituito da Casella.
Nel 1953, ancora senza stabilimenti propri, Biondo convocò uno dei nomi allora di spicco della musica: il maestro Armando Trovajoli. Con lui, ed il cugino Massimo Trovajoli, alcuni collaboratori ed il marchese Fossi (per la musica classica) furono messi sotto contratto alcuni artisti: Lia Origoni, Franca Marzi, Isa Barzizza, Ebe De Paulis e un giovanissimo Domenico Modugno, in assoluto uno dei primi artisti italiani della futura RCA Italiana. Poche registrazioni italiane, in realtà, effettuate in studi - dotati di apparecchiature provenienti dalla Cineonda - presi in affitto: gli studi di Radio Vaticana, quelli situati in via Pola/via Nomentana (il futuro Dirmaphon), o il Cinefonico di Cinecittà. In queste prime sperimentazioni, fatte per poter lanciare un listino di dischi 78 giri entro il dicembre del 1953 (termine ultimo per i fondi Marshall), che si affiancavano alla stampa dei dischi della RCA americana, Biondo assunse alcuni tecnici e fonici propri, destinati poi a confluire nell'azienda di via Tiburtina.
Nel luglio del 1954 l'azienda cambiò nome in quello di RCA Italiana S.p.A.; furono pubblicate le incisioni di altri artisti, quali Nilla Pizzi, Paolo Bacilieri, Rino Loddo, Katyna Ranieri, ed altri. Le vendite, però, non decollavano, né la stampa dei dischi americani - peraltro ancora effettuata in laboratori esterni - poteva giustificare l'esistenza della RCA Italiana e il proseguimento dei lavori sulla Tiburtina. Così nel dicembre del 1955, la RCA Victor inviò in Italia il responsabile vendite mercato internazionale Frank Amaru, per valutare la chiusura della sede. Amaru, però, dopo una serie di sopralluoghi e colloqui fra lui, il conte Galeazzi, il vaticano ed il segretario laico Ennio Melis, non siglò la fine della RCA.
Nato a Firenze nel 1926, Melis era stato assunto giovanissimo come segretario in Vaticano, grazie a un annuncio letto su il Messaggero; nel corso dei nove anni passati in Vaticano si era conquistato sempre di più la fiducia del suo datore di lavoro, ed uno dei suoi compiti era quello di accompagnare i giornalisti e i cineoperatori statunitensi che si recavano dal Papa, soprattutto a Castel Gandolfo. Dopo aver affiancato il management, sempre indicato dalla casa madre (nei primi mesi del 1956 erano stati inviati ad ispezionare la fabbrica due tecnici americani, un ingegnere italo-americano - Pat Casella - sostituito dall'ingegner Pietro Luigi Vaccari nel giugno dello stesso anno), il 19 maggio del ’56 Melis presentò il suo piano al conte Galeazzi.
Nel giugno del 1956, Albert Watters, operations manager della RCA Internationale, oltre a confermare Vaccari come managing director della RCA Italiana, accantonò l'idea di chiudere le attività italiane. Al contrario, in un discorso del 5 giugno, parlò di tendenza in aumento nella produzione e vendita dei dischi in Italia, tanto da pensare al passaggio al formato 45 giri. Alla fine del 1956, Biondo si dimise, cedendo il suo 30% di azioni alla RCA americana (che così salì all'85%), per poi fondare, fra il 1956 ed il 1957, la International Recording.
Fra il dicembre del 1956 ed il gennaio del 1957 tutto il personale ancora presente in via Caccini fu spostato in via Tiburtina, presso la sede non ancora completata, chiudendo gli uffici originari. Melis - dopo alcuni licenziamenti - con l'obiettivo di ridurre i costi e portare l'azienda alla soglia di sopravvivenza di 50.000 dischi l'anno, procedette subito a nuove assunzioni: come dirigente amministrativo venne scelto Giuseppe Ornato, proveniente dalla Olivetti, a cui poi farà ricoprire, successivamente, il ruolo di Amministratore Delegato e, dall'agosto 1959, di Direttore Generale e Direttore Commerciale. Fin dall'inizio Melis, per sua stessa ammissione, lascerà ad Ornato la parte amministrativa e gestionale dell'azienda e i contatti con gli americani, mentre lui gestirà la direzione artistica e i cantanti. Successivamente Alberto Ferraguzzi diverrà Direttore Amministrativo e presidente Rca Francia, mentre - durante la sua carriera all'interno della RCA - Ornato avrebbe ricoperto tra l'altro la nomina di presidente della RCA Europa e di presidente dell'Associazione Fonografica Italiana, Consigliere della Sezione Musica della SIAE e di presidente della Hertz Italia.
Nel progetto di Melis - di staccarsi dalla stampa dei dischi della RCA americana, puntando anche sulla musica leggera italiana, producendo in proprio nuovi artisti - fu assunto come direttore artistico Vincenzo Micocci. Micocci era un giovane appassionato di musica, specialmente jazz (nel 1958 pubblicherà per le edizioni Cappelli di Bologna il fondamentale volume "Il libro del jazz", scritto insieme a Salvatore Biamonte e ripubblicato più volte nel corso degli anni, e sempre con Biamonte condurrà in quegli anni la celebre trasmissione radiofonica "Il Discobolo", ricordata anche da Francesco De Gregori nella canzone Rollo & His jets).
In quel periodo lavorava presso il negozio di dischi dello zio ("Musicalradio", in via delle Convertite a Roma), occupandosi in particolar modo degli acquisti, e quindi trattando in prima persona con gli agenti delle case discografiche: ed è proprio l'agente della RCA a segnalare Micocci a Melis, per via del quantitativo di dischi venduti (superiori alla media di altri negozi) e soprattutto per il "fiuto" che dimostrava, richiedendo moltissime copie di dischi di artisti come Harry Belafonte e Perry Como (entrambi distribuiti in Italia dalla RCA), ancora poco conosciuti in Italia ma che esplodono nel giro di breve tempo.
Il primo incarico che gli affidò Melis fu quello di quantificare le copie di dischi di importazione da stampare; di fronte ad una serie di previsioni azzeccatissime (Belafonte in Italia venderà, tra il 1956 e il 1957, circa 500 000 copie) lo nominò direttore artistico. Con questa mossa, la RCA iniziò a promuovere i cantanti nelle iniziative allora presenti; Micocci, ad esempio, seguì Nilla Pizzi al Festival di Sanremo del 1958 con la canzone l'edera.
Proseguivano, intanto, i lavori presso lo stabilimento di via Tiburtina, aggiungendo, oltre alla palazzina dirigenti e a uffici amministrativi, anche dei nuovi studi di registrazione

### Gli anni sessanta: la RCA Italiana
Mentre la costruzione dei nuovi studi - ampliando la sede di via Tiburtina - procedeva, Melis assunse come arrangiatori alcuni giovani musicisti; alcuni appena diplomati al Conservatorio Santa Cecilia di Roma, come Ennio Morricone, altri con esperienze in altre case discografiche, come Luis Bacalov. È con loro che si decise di sviluppare l'acquisizione di giovani cantanti italiani, la loro preparazione ed il lancio sul mercato, per poter sviluppare un nuovo catalogo nazionale: tra i primi che vengono messi sotto contratto, sono da ricordare Gianni Meccia e Nico Fidenco, subito seguiti, a distanza di poco tempo da Edoardo Vianello e Jimmy Fontana.
Nel portare avanti queste attività, Micocci non trascurò la sua passione, il jazz, inaugurando una collana apposita che stampò in Italia molte incisioni americane di grandi artisti (come Jelly Roll Morton), alcune inedite per il paese.
Meccia, nel frattempo, iniziò ad incidere i primi 45 giri per la sotto etichetta Camden: è per lui che viene coniato, per la prima volta, il termine "cantautore"; destò molto scalpore la sua prima apparizione televisiva nello stesso anno in cui, accompagnandosi solo con la chitarra, eseguì Odio tutte le vecchie signore, un suo brano ironico forse troppo in anticipo sui tempi.
Il marchio Camden era usato dalla RCA statunitense per le ristampe di vecchi dischi del catalogo, e prendeva il nome dalla città del New Jersey: in Italia fu usata come sottoetichetta; stessa cosa successe per il marchio Victor.

### Il periodo d'oro: il campus di Via Sant'Alessandro 7 (Km.12 via Tiburtina) e le produzioni
Alla fine del 1961 (ufficialmente nel marzo del 1962) vennero inaugurati anche gli studi di registrazione della RCA, siti al km. 12 di Via Tiburtina, dando così forma definitiva alla struttura, che sarà da quel momento, autosufficiente. L'indirizzo esatto coincideva con il numero 7 di Via Sant'Alessandro, e il perimetro era circoscritto da via Sant'Alessandro, via Giovanni Armenise, parte della Circonvallazione Orientale e via Tiburtina, con ampi spazi liberi da edifici. Da via Sant'Alessandro si accedeva al campus, superata la casetta dei portieri. In un'ideale visita guidata, all'epoca (la planimetria esterna è riscontrabile anche nelle foto di copertina di molti dischi promozionali, soprattutto degli anni sessanta), il visitatore, superato l'ingresso, si sarebbe trovato - affiancati, sulla sinistra - i laboratori di stampa e pressa di dischi e cassette (due capannoni appaiati, di forma semitubolare) nonché altre strutture minori. Proseguendo a dritto, sulla sua destra avrebbe oltrepassato la palazzina amministrativa e dirigenziale; dietro la palazzina, i parcheggi. Il complesso produttivo proseguiva, quindi, girando a sinistra prima di aver oltrepassato l'intera palazzina dirigenziale. Qua, ci si sarebbe trovati di fronte ad uno slargo con degli alberi. Sulla destra, sarebbe stata visibile, trasversale al vialetto d'ingresso, la palazzina rossa degli studi di registrazione, con l'entrata protetta da una tettoia, e con la scritta RCA sugli angoli verso il Raccordo e via Tiburtina, ben visibile. La palazzina rossa era caratterizzata dalla presenza degli studi sovrapposti in senso verticale, con ampie vetrate di affaccio sulle scale centrali, ed ascensori ad ampia portata per portare la strumentazione dove serviva. Ponendosi di fronte alla palazzina rossa, a sinistra si sarebbero notati alcuni parcheggi, e dietro ancora, spazi inutilizzati. A quel punto, compiendo una inversione a u, si sarebbe vista - parallela al vialetto d'entrata - la strada interna a senso unico che portava verso l'uscita, sempre in via Sant'Alessandro, ma poco oltre. Prima di uscire, si sarebbe superato - sulla destra - uno spazio vuoto, una struttura a v con il fronte verso la strada, trovandosi a sinistra il lato opposto dei laboratori. Infine, quasi a chiudere la strada, parallela alla stessa, una costruzione minore, e l'uscita. Prima di lasciare l'isolato, però, il visitatore avrebbe oltrepassato - sulla sinistra - alcuni altri edifici minori ed il lato opposto dei laboratori di stampa; sulla destra, spazi vuoti ed un ulteriore edificio.
Concettualmente, insomma, si concentravano - in una visione già in uso negli Stati Uniti, ma inedita in Italia - all'interno di un complesso polivalente, tutte le fasi dell'intero processo produttivo. Si partiva dall'artista grezzo con le sue idee, per svilupparle assieme al personale artistico ("produttori interni") e tecnico della RCA, fino ad arrivare alle canzoni finite, arrangiate, incise e mixate, stampate su disco o nastro, pronte per il mercato; tutto, a parte la stampa delle copertine. Per questo, vi erano sale per i provini (per i quali verranno affittate - fino agli anni ottanta - anche altre stanze esterne, sulla Via Nomentana, chiamate "il cenacolo"), e le diverse sale di prova e di registrazione. Gli studi ospitati dalla palazzina rossa erano infatti 4, denominati progressivamente con lettere: lo studio A (il più grande, usato per registrare anche le orchestre), lo studio B (di metà dimensioni, utilizzato anche per le voci, strumenti, colonne sonore e per i doppiaggi cinematografici), e i più piccoli studi C e D, utilizzati per le produzioni reputate "minori" o comunque con minori necessità tecniche.
Vi erano i laboratori e studi di missaggio, dove operavano gli artisti e i loro collaboratori, fonici e tecnici del suono, a seconda della fase del lavoro, i laboratori di trasferimento su master, e quelli di stampa, fino ai magazzini di stoccaggio. Anche la creazione e composizione delle copertine - stampate però fuori - avveniva ad opera di personale interno, un uffici di via Tiburtina. A latere, come detto, gli uffici amministrativi e di marketing, la palazzina amministrativa e dirigenziale. Si trattava, tecnicamente, di studi e laboratori all'avanguardia anche sia per macchinari che per competenze del personale, risorse che verranno usate anche per incidere colonne sonore o sigle di cartoni animati, ed impiegate da artisti di altre case discografiche per incidere, e da altre aziende - fra cui la stessa RCA americana, soprattutto nei primi anni - per la stampa. Era evidente il vantaggio di un ambiente dove, pur separati, i responsabili delle diverse fasi potessero all'occorrenza confrontarsi.
All'interno degli studi vi è anche un bar, che diventerà famoso come luogo di ritrovo degli artisti, e in cui per anni nasceranno idee per collaborazioni o canzoni nuove.

#### La prima registrazione nei nuovi studi (1962)

Gli studi della RCA Italiana al Km. 12 di Via Tiburtina con la "palazzina rossa", come apparivano nel 1962; tratto dalla copertina di uno speciale LP "Demonstration Record - Rome - March 1st - 1962"

Tra febbraio e marzo del 1962 RCA Italiana pubblicò uno speciale LP stereofonico (catalogazione: LPS-SPEC) intitolato "Demonstration Record - Rome - March 1st - 1962": davanti riportava la foto degli stabilimenti RCA di via Tiburtina, sul retro della copertina il disco veniva presentato come "(...) la prima registrazione effettuata nei nuovi Studi della RCA Italiana, anteriormente alla loro inaugurazione". Il contenuto: Ottorino Respighi, I pini di Roma; due brani eseguiti dalla Banda dell'Arma dei Carabinieri (lato A). Seguono sei brani di George Gershwin eseguiti dall'orchestra di Armando Trovajoli (lato B). Come in parte suggerisce il titolo del disco, i brani in esso contenuti dovevano mostrare in modo tangibile al pubblico la qualità del suono e le caratteristiche di acustica del nuovissimo Studio A.
Nello stesso anno Micocci mise sotto contratto due giovani promesse (che negli anni successivi domineranno le classifiche di vendita), la torinese Rita Pavone ed il bolognese Gianni Morandi. Il management della RCA, per puntare su un pubblico giovane, oltre a mandare i propri cantanti alle varie manifestazioni canore, sponsorizzava le loro partecipazioni ai programmi della RAI (all'epoca, l'unica emittente esistente) e a quelli in radio. I 45 giri, poi, nuovo e snello formato, permettevano la distribuzione della musica nei juke box e nei bar, e la loro riproduzione in giradischi portatili, anche a pila, facendo conoscere le canzoni in maniera veloce.
Proprio a causa di questi successi, poiché il suo nome iniziava a diventare noto nell'ambiente discografico, la Dischi Ricordi offrì a Micocci la direzione artistica della propria casa discografica, in sostituzione del fondatore, Nanni Ricordi, che per alcuni dissidi aveva lasciato; Micocci accettò, ed abbandona Roma per trasferirsi a Milano.
Per sostituire Micocci, la Rca ingaggiò come direttore artistico proprio Ricordi, che portò con sé alla RCA alcuni cantautori amici, come Sergio Endrigo e Gino Paoli (successivamente imitati anche da Luigi Tenco e Enzo Jannacci): è proprio in questi anni che la RCA Italiana diventa la casa discografica leader per le vendite, grazie a brani come Fatti mandare dalla mamma a prendere il latte, Non son degno di te e In ginocchio da te interpretati da Morandi, La partita di pallone, Cuore e Datemi un martello da Rita Pavone, ma anche Io che amo solo te scritta e cantata da Endrigo o Sapore di sale di Paoli, abbinando quindi la canzone d'autore di qualità alla canzone più orecchiabile e di consumo.
Il 45 giri più venduto del periodo per la RCA, però, fu un altro: si tratta di una canzone lanciata dal concorso Un disco per l'estate 1965, Il mondo, scritta e cantata da Jimmy Fontana, che viene anche tradotta e riproposta in numerose versioni all'estero.
Il successo di queste canzoni era anche dovuto agli arrangiamenti, spesso opera di musicisti come Morricone e Bacalov che non si limitavano all'orchestrazione, ma cercavano anche sonorità nuove e particolari, ed agli studi, all'avanguardia per l'epoca.
Come responsabile tecnico degli studi la Rca chiamò l'ingegner Benito Bolle, che contribuirà a gestirli in maniera tale da essere sempre aggiornati sulle novità tecnologiche.

#### Le sotto etichette
Al pari di quanto veniva fatto da altre case discografiche major, anche in altri paesi, la RCA Italiana, all'apice del successo, decise di aumentare e diversificare gli investimenti. Se già esistevano sotto etichette (o "linee" sotto etichetta RCA Italiana) nate per distruibuire in maniera chiara per il pubblico, determinati generi o dischi di importazione, negli anni sessanta la RCA studiò ulteriori "marchi" per lanciare nuovi talenti, anche in generi di nicchia. Si trattava di etichette a cui veniva assegnato un vero e proprio budget con una linea editoriale. Fra i vari marchi, è da annoverare, dal 1964, la ARC, per la ricerca e la valorizzazione di nuovi talenti, affidandone la direzione artistica ad un giovane paroliere che lavora per la RCA, Sergio Bardotti. Sono gli anni del beat, e spesso l'ARC distribuirà dischi appartenenti a questo genere, lanciando gruppi come i Rokes di Shel Shapiro o i Primitives di Mal o The Planets o solisti come Ricky Shayne, Patty Pravo o Dino, ma anche nuovi cantautori come Lucio Dalla. La ARC, al parti di altre etichette che la RCA distribuiva, offrendo anche gli studi di registrazione, ebbero durata e fortuna diversa fra di loro.

#### Il Cenacolo
L'azione di scouting della RCA di Melis e Lilli Greco portò alla creazione di strutture nelle quali gli artisti, non ancora pronti per il lancio, potevano studiare, essere seguiti e crescere, incidendo anche alcuni brani eventualmente pubblicati. In questo modo, RCA poteva massimizzare la resa, selezionando i migliori talenti su cui investire. Una di queste, fisicamente non lontana dalla RCA, fu chiamata il Cenacolo. Ubicata in via Nomentana nr.1111, era costituita da una palazzina e da piccole costruzioni adiacenti, dove venne creato un ulteriore studio di registrazione per la realizzazione di provini per artisti emergenti. Era operativa con orario continuato, consentendo agli artisti di soggiornare lì per il tempo necessario a realizzare al meglio le incisioni. Grazie a questa ricerca di nuovi talenti emergeranno alcuni nomi che raggiungeranno il grande successo negli anni successivi, come Nada o Claudio Baglioni.
Nello stesso tempo aumentava anche la capacità della RCA di attirare artisti affermati provenienti da altre case discografiche, mettendo sotto contratto cantautori come Nicola Di Bari (grande successo nel 1968 la sua Il mondo è grigio, il mondo è blu) o cantanti come Gabriella Ferri.

### Gli anni settanta e la crisi
Gli anni settanta iniziarono con i grandi successi sia dei vecchi artisti, sia di nuovi, spesso reclutati grazie all'etichetta It di Micocci, come nel caso di Rino Gaetano. La RCA lancia, quindi, Francesco De Gregori, Antonello Venditti, Lucio Dalla e Mango ma anche artisti che vengono scritturati direttamente, come Renato Zero.
Viene anche stipulato un accordo per la distribuzione della Numero Uno, la casa discografica di proprietà di Mogol e Lucio Battisti; accordi simili vengono fatti (per periodi più o meno brevi) con molte case discografiche minori, come l'Apollo di Edoardo Vianello, la Valiant di Gianni Marchetti, la Mama Records di Herbert Pagani, la Spaghetti Records di Alessandro Colombini e l'Amico di Don Backy.
Fu il periodo di massima espansione della RCA, con l'inserimento di servizi per gli oramai seicento dipendenti impensabili per altre aziende, fra cui la mensa e un servizio di pullman per facilitare gli spostamenti casa-lavoro e viceversa. Proprio in questo periodo apparvero i primi indicatori di problemi economici ed organizzativi, dovuti da un lato ad una crisi più generale del mercato discografico italiano (a partire dal 1973) e - da un altro - ad una serie di investimenti, strategie e scelte sbagliate, nonché derivanti dalla crisi del mercato statunitense. Il lancio delle cassette Stereo 8, imposto dalla casa madre, comportò costi altissimi e fallì miseramente. Del resto, notevole era oramai lo scollamento dei rapporti con la RCA americana (nel 1974, peraltro, era venuto a mancare Folsom).
Dal punto di vista artistico, cominciò a venire meno la capacità di adattarsi ad un mercato sempre più internazionale, veloce, basato sulle hit piuttosto che sugli artisti; al fenomeno delle continue c.d. one hit wonder, con pezzi di successo di un interprete, poi destinato all'oblio, la RCA Italiana non seppe adeguarsi. Mentre avrebbe dovuto puntare su prodotti semilavorati, riducendo tempi e costi, in modo da poter "lanciare" sempre nuovi pezzi, il sistema della RCA rimase ingessato al passato. Paradossalmente, quindi, pur acquisendo nuovi autori secondo il vecchio schema, molti di questi non potevano essere poi seguiti e fatti crescere adeguatamente, pubblicandoli in tempi brevi, secondo le nuove richieste del mercato, e ciò portò ad insuccessi e alla perdita di notevoli risorse; un circolo vizioso che riguardò, ad esempio, Piero Ciampi e Renzo Zenobi, artisti che, pur essendo molto meritevoli dal punto di vista artistico, non raggiunsero gli obiettivi di vendita previsti. La RCA, in questo modo, perdeva la sua caratteristica di vivaio da una parte, non riuscendo però a trasformarsi in produttrice di hit di successo, dall'altra.
In questo frangente, a cavallo fra gli anni settanta e gli anni ottanta, alcuni artisti portati al successo dalla RCA, oramai giunti a una posizione di rilievo, lasciarono l'etichetta per problematiche contrattuali, per il mutare delle richieste in termini di album e vincoli. Nel 1978 la RCA aveva perso Baglioni - che dopo il disco Solo firma per la CBS - oltre a Venditti, che passa alla Philips.

### Gli anni ottanta: l'acquisizione da parte della BMG - Bertelsmann (1986)
Nel 1983, avendo saputo che i dirigenti statunitensi del gruppo RCA avevano la necessità di operare una forte riduzione del personale in tutto il mondo (anche in Italia, dove da 600 dipendenti bisognava scendere a 200), Melis decide di dimettersi, abbandonando l'azienda nel 1984; solamente 10 anni dopo, nel 1993, tenterà di reinserirsi nel mondo discografico fondando una sua casa discografica, la THM, con scarso successo. Melis venne sostituito da Franco Reali, che restò fino al 2001, gestendo di fatto lo smantellamento dell'RCA e il passaggio alla BMG.
Di fatto, anche per il clima di incertezza e la riduzione di mezzi, in questo periodo molti artisti abbandonarono la casa discografica: tra i più noti, Gabriella Ferri e Ivano Fossati nel 1982; Paolo Conte, Riccardo Cocciante e Anna Oxa nel 1983; Francesco De Gregori nel 1986. Alcuni artisti ex RCA, poi, avevano creato una propria etichetta e loro studi di registrazione, cosa che le tecnologie dell'epoca oramai permettevano, utilizzando la RCA solamente come distribuzione.
Non vennero però ingaggiati personaggi di rilievo, se si escludono Scialpi nel 1983 e Luca Carboni nel 1984.
Nel 1986 si concretizzò il passaggio della RCA americana alla General Electric, riassorbendo quest'ultima quella che era stata un tempo la sua sussidiaria. L'anno successivo, la GE, in una strategia di alienazione di tutti i settori non elettrici, cedette la maggioranza della RCA a quello che era il suo partner tedesco: la Bertelmann Music Group. La RCA Italiana seguì il destino della casa americana; fu dapprima completamente acquisita, nel 10% delle quote ancora in mano allo IOR, dalla RCA americana, per essere conseguentemente scorporata dalla multinazionale e venduta anch'essa alla tedesca Bertelsmann, attraverso la BMG (Bertelsmann Music Group).

#### RCA Ariola
I nuovi proprietari chiamarono inizialmente l'azienda "RCA Ariola". Nel dicembre 1986 muore Giuseppe Ornato, con Melis l'altro artefice degli anni d'oro della RCA Italiana. La nuova azienda, RCA Ariola, oramai un ramo della Bertelsmann, integrò quello che restava della vecchia RCA Italiana: personale, know-how, macchinari, il marchio, gli archivi ed il catalogo. Alla Bertelsmann passò anche, in dote, l'enorme ed oramai sovradimensionato campus di via Tiburtina.

#### La BMG Ariola
Poco dopo, il nome dell'intera divisione musica della holding tedesca venne definitivamente modificato in BMG Ariola con l'unificazione dei diversi uffici; quella che era stata la RCA Italiana cessò di esistere come azienda, trasformandosi ramo d'impresa utilizzato come esecutore delle decisioni di BMG, che subentrerà con proprie produzioni, oltre che con le incisioni degli artisti già RCA rimasti sotto contratto, nonché con ristampe dei dischi a catalogo maggiormente vendibili. Assieme alla denominazione, una serie di modifiche vennero progressivamente apportate al prodotto con cui l'utente finale identificava la casa discografica: i dischi. Se infatti per un certo periodo il logo RCA continuò ad apparire, con le indicazioni della BMG in caratteri minori, e relative alla proprietà del marchio e dei master, tempo dopo fu il logo BMG a prendere il sopravvento, venendo affiancato, in alcuni casi, a quello della RCA.

#### BMG Ricordi
Nel 1994 la BMG Ariola incorporò per fusione Ricordi divenendo, in Italia, dal 1995, BMG Ricordi

### Il trasferimento di BMG Ricordi da via Tiburtina e l'archivio della RCA
Le attività editoriali della multinazionale vennero progressivamente concentrate presso la sede di Milano con la nascita, nel 2001, di BMG Publications guidata dal direttore generale Cristiano Giovannini che riorganizzò la intera divisione editoriale, compresa la filiera logistica e produttiva, producendo e commercializzando l'intero catalogo di musica stampata di proprietà di BMG Ricordi (compresi quindi quelli Ricordi e RCA Italiana)[18]. Nel luglio dello stesso anno, a seguito della fine dell'incarico del presidente della BMG/Ricordi Franco Reali, la posizione non fu confermata[19]. Il 16 luglio l'intero complesso di Via Sant`Alessandro 7 in Roma, oramai da tempo - e salvo pochi uffici - sottoutilizzato e svuotato, fu definitivamente abbandonato e chiuso. D'altro canto - come, del resto, abitudine di tutte le altre etichette sul mercato, incluse le major - registrazioni, produzione, masterizzazione e tutte le altre fasi della filiera produttiva, venivano oramai da tempo effettuate fuori, presso impianti e fornitori terzi, anche privati, scelti e cambiati in base alle offerte migliori, con contratti ad hoc. Anche la fase finale - la stampa - per cui via Tiburtina era attrezzata, riguardava tecnologie oramai superate anche di stampa. Gli unici supporti producibili a Roma erano dischi e cassette, oramai ridotti a numeri che non necessitavano più di laboratori propri. Per la produzione e stampa dei nuovi supporti digitali (DVD e compact disc), la BMG poteva avvalersi di propri fornitori esterni, in tutta Europa. Per quelle che sarebbero state - oltre alla sede legale[20] - le funzioni da lasciare a Roma (parte degli uffici amministrativi, marketing e promozione), venne reputata idonea e sufficiente una sede all'interno di un palazzo, in Via Mascagni 160[21], dove ci si trasferì.

### La vendita alla Sony Music Entertainment
Nel 2002 la BMF fonde i cataloghi ed i marchi RCA Records e JRecords. Fra il 2004 ed il 2005 le attività discografiche di BMG vennero fuse con quelle di Sony. La neo formata BMG Sony traslocò in nuovi uffici[22], via della Maglianella 65/F[23], sempre in Roma. L’attività di editoria musicale di Ricordi tornò ad essere una società indipendente col nome di BMG Ricordi Music Publishing sotto la guida dell’amministratore Delegato Tino Cennamo già a capo delle attività editoriali dal 1998.

## Strutture

### Il campus di via Sant'Alessandro 7 (km. 12 via Tiburtina)
L'enorme campus di Roma andò incontro a varie vicissitudini. Nella lunga fase di declino e trasloco, tutto ciò che non serviva o non poteva essere portato via venne smaltito in diversi modi. Le attrezzature tecniche rimaste vennero vendute o gestite in base alla loro utilità e valore; il patrimonio storico e legale, invece, seguì le procedure di routine previste in casi simili. Le carte ancora utili furono traslate in locali adeguati. Il blocco archivistico musicale fisico di spartiti, lacche, master, nastri, dischi, contenenti provini e dischi finali della RCA - peraltro oggetto di una serie di furti (soprattutto di master in nastro e copie degli stessi, più facilmente occultabili) nella metà degli anni novanta - costituiva la problematica logistica maggiore. Gli spostamenti non sono del tutto noti; inizialmente l'intero archivio, passato alla società acquirente, come parte del contratto, già dal momento dell'acquisto, venne lasciato in via Tiburtina, per dar tempo ai tecnici di utilizzare le apparecchiature ancora in loco, per digitalizzare - grazie a dispositivi temporaneamente impiantati ad hoc - tutti i master multi-traccia di un qualche valore nel modo più fedele possibile alla filosofia con cui furono incisi. Negli anni successivi, a cavallo del 2001, la parte del materiale audio e l'archivio amministrativo ritenuto rilevante fu trasferito in Germania, dove sarà di BMG prima e successivamente di Sony. Il resto del materiale - dovendo comunque liberare l'area di Tiburtina - considerato dalla proprietà, per tipologia (come nel caso di alcuni provini o altri test), per qualità (come nel caso del materiale degradato) - commercialmente ininfluente o comunque non più utilizzabile, venne traslocato in altri fondi nella prima metà degli anni 2000, senza che se ne sia avuta ulteriore notizia. In parte, invece, fu semplicemente spostato ed accatastato all'aperto, coperto da plastica, per liberare gli edifici: bozzetti grafici, copertine, bobine e nastri si sono così deteriorati, per essere poi consegnati al macero.

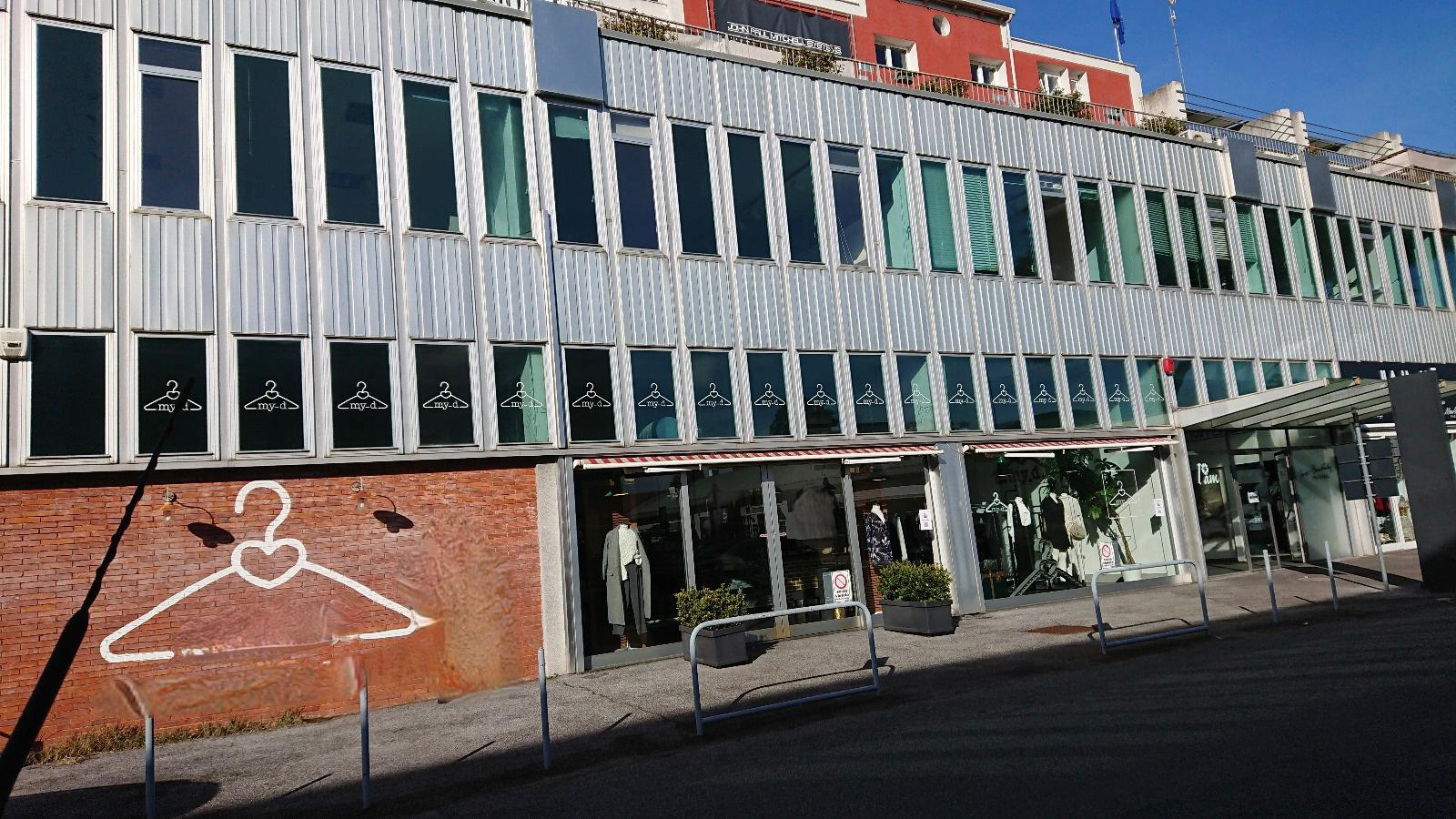
La palazzina rossa della RCA Italiana come appare nel 2024

#### L'ex campus oggi
Gli edifici della sede storica, oramai svuotati, dopo alcuni anni di abbandono e ipotesi sfumate di acquisto, sono stati finalmente ceduti a terzi privati. Nell'obiettivo di utilizzare l'area a fini commerciali, a partire dalla fine del primo decennio del XXI secolo, sono state compiute alcune opere di demolizione, per far spazio a nuove strutture. Le disposizioni interne al perimetro - tuttora di 54.000 m² - sono, così, cambiate, con un incremento delle superfici coperte a 22.000 m².
Gli edifici storici - completamente svuotati ed ampiamente rimaneggiati internamente, oltre che esternamente, ed oggi in medie condizioni di conservazioni - sono stati ristilizzati e strutturati per essere parte di un centro (denominato "Centro DECA") di distribuzione all'ingrosso di abbigliamento, calzature, pelletteria, pronto moda ed accessori. Questo ha comportato modifiche alla viabilità, aggiunte, aggiornamenti stilistici e legati alla sicurezza, e l'apertura di nuove, ampie vetrine.
Sono stati tenuti di fatto utilizzati dei criteri conservativi e di riutilizzo dei più significativi edifici che componevano il campus RCA. In questo modo, oltre ad altri stabili, è ad oggi sopravvissuta e posta in sicurezza la palazzina rossa degli studi di registrazione, simbolo della RCA Italiana perché vi svettavano - visibili dal raccordo - i loghi della RCA, celebre al punto da essere immortalata in numerosi dischi. È oggi sede di diverse attività, fra cui un centro di formazione che ha preservato parte della struttura dello studio A di registrazione, al secondo piano. A tale livello sono stati apposti dei cartelli a ricordare la destinazione precedente dell'edificio e riproduzione di alcuni dischi dell'epoca e di foto d'archivio. Anche la palazzina dirigenti, il magazzino a forma stondata delle presse, e - in generale - le strutture maggiori e la planimetria principale, perfino la casetta del guardiano, in condizioni di conservazione disparate fra loro, sono state comunque preservate. Altre strutture sono state aggiunte, molte delle quali commerciali, fra cui una discoteca (la cui struttura è stata costruita ex novo). Il bar interno, soppresso, è stato ricreato in un edificio lungo uno dei viali.

### Il "Cenacolo"
Altre strutture, quali quella del "Cenacolo" di via Nomentana, erano state da tempo dismesse, ed adibite a diverse funzioni.

### I terzisti
Strutture aziendali di terzisti (quali le stamperie delle copertine, legate da contratto con la RCA, e sostituite dalla stessa RCA nel corso degli anni) erano poi andate incontro a propri destini, e nella quasi totalità dei casi non esistono più.

## Fasi produttive

### Masterizzazione e stampa dei dischi e delle cassette
La RCA iniziò la propria attività in via Tiburtina secondo la filosofia del campus: quasi tutto il processo produttivo (dalle prove, la registrazione del pezzo negli studi, il missaggio, la masterizzazione, al prodotto finito e pronto per la distribuzione) avveniva all'interno dell'area produttiva, in diversi edifici e palazzine. La RCA utilizzò, in tutte le fasi, sempre la migliore tecnologia, sostituendo - almeno fino ai primi anni ottanta - spesso le apparecchiature. Con il passaggio di proprietà di RCA e l'esternalizzazione progressiva delle varie fasi, avere studi di registrazione o macchine per la pressa dei dischi in vinile (peraltro tecnologia oramai obsoleta, mentre la procedura per i dischi compatti - stampati da terzisti - non fu mai implementata) sempre aggiornati divenne meno rilevante.
La masterizzazione e la stampa dei dischi e delle cassette avveniva all'interno del campus della RCA, in una struttura apposita. Nei primi anni le presse furono quelle vecchie della RCA statunitense, importate, per la stampa dei 78 giri e - successivamente - anche dei 33 e 45. Per i vinili in 33 giri, fino al 1974 - e, per alcune linee di catalogo, ancora per qualche anno - le presse lasciavano sul disco un cerchio scavato e concentrico, all'altezza di metà dell'etichetta (definito poi dai collezionisti "deep groove"). Successivamente, con i nuovi macchinari, migliorati anche nella qualità dell'incisione del microsolco, tale cerchio scomparve.
La RCA stampò - per molti anni - anche i vinili e le cassette provenienti da matrici della propria casa madre (le cui copertine spesso erano identiche a quelle stilizzate per la versione originale) nonché di altre etichette distribuite.
I laboratori non furono mai approntati per la stampa dei supporti digitali (CD e DVD)

### Etichette dei dischi
La RCA non elaborò mai grafiche personalizzate per le etichette dei dischi, preferendo mantenere il logo distintivo su sfondo blu, bianco, arancio, rosa o di altri colori (a seconda delle collane e delle edizioni), mentre grande attenzione venne posta alle copertine esterne ed alle copertine interne, con ampio uso di pieghevoli, soprattutto negli anni settanta, anche per album singoli.

### Grafica e stampa delle copertine
Al di là delle foto, l'elaborazione grafica delle copertine era operata da una squadra di professionisti interni allo stabilimento, estendendosi - dalle sole produzioni nazionali - dagli anni settanta anche ai dischi incisi dalla RCA statunitense la cui veste grafica venne italianizzata. Dal 1963 al 1988, quando Rca fu venduta al gruppo Bertelsmann (Bmg) e in seguito acquisita da Sony, grafico e - successivamente - art director della maggiore casa discografica italiana sarà Francesco Logoluso. Dai primi anni sessanta il processo di composizione era fisico-meccanico, con il disegno eseguito a mano, e la stampa eseguita tramite la cromolitografia, il linotype, l'eliografia, mutando poi nel tempo, fino all'utilizzo dei computer e di metodi di stampa digitale.
La stampa delle etichette e delle copertine - diversamente da quella dei dischi - avveniva presso laboratori esterni, che mutarono nel tempo. Negli anni cinquanta e sessanta le copertine (oltre che le etichette, le copertine, o eventuali manifesti ed inserti) dei dischi vennero stampate principalmente da due laboratori romani: la Corporazione Arti Grafiche, in via L. Mantegazza 59, le Officine Grafiche A. Marendino (nate peraltro queste ultime come piccola etichetta per audio militari incisi su dischi RCA e con stampa delle copertine presso la Corporazione) e la Società A.BE.T.E (Azienda Beneventana Tipografica Editoriale di Antonio Abete). Dalla seconda metà degli anni sessanta, con la cessazione dell'attività di tali aziende, e dovendo comunque contare su numeri sempre più elevati, si optò per fornitori maggiori quali la stamperia Stabilimento Tipolitografico Ugo Pinto che, dalla storica sede di via Maratta 2B, si era trasformata in vera e propria industria, in Tor Cervara 283, e le Grafiche Boccadoro. La peculiarità fu che nessuna di queste tipografie - oggi non più in attività - si era occupata precedentemente di copertine, trattandosi soprattutto di stamperie di pubblicazioni istituzionali.
Con il passaggio alla BMG, il sistema cambiò. L'ufficio grafico - al pari di altri settori - fu sciolto, mentre per le fasi produttive furono utilizzati altri fornitori, ed - al pari della progressiva sospensione delle registrazioni presso gli studi, migrate ad altre strutture - le stesse fasi di preparazione e stampa dei supporti (dischi e cassette) furono esternalizzate in un'ottica economica di scala del gruppo, che prevedeva anche la stampa dei CD, per cui la sede di via Tiburtina non era attrezzata. Questi ultimi supporti videro notevoli modifiche grafiche, con utilizzo anche di etichette fotografiche per gli album e le cassette, e di plastica trasparente per le cassette stesse. Essendo i supporti privi di indicazioni in tal senso, non è possibile risalire a tali fornitori.

## Logo

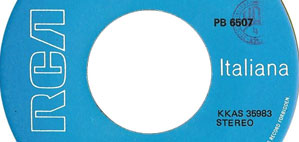
Fotografia dell'etichetta di un 45 giri RCA Italiana successiva al 1968

Nei primissimi tempi, sui dischi il marchio era quello circolare con la scritta RCA (e con la A che terminava nella stilizzazione di un fulmine) che sovrastava il sottotitolo su tre righe: "Radio e Televisione Italiana s.p.a. / affiliata alla / Radio Corporation of America".

### 1961-1968
Poco tempo dopo l'inaugurazione, quando alla fabbrica (che fino ad allora si era limitata a stampare i dischi statunitensi) venne aggiunta la palazzina rossa degli studi di registrazione, le insegne della RCA Italiana furono issate sull'edificio, sia sul lato frontale (dove era presente il logo bianco RCA su un cerchio a sfondo rosso, nel carattere usato dalla casa madre, affiancato dalla scritta in stampatello "RCA Italiana") sia sul lato visibile dalla Tiburtina, dove era presente il solo logo con la scritta RCA. Il medaglione circolare era stato affisso anche a fianco dell'ingresso di via Sant'Alessandro.
Sebbene le grafiche abbiano subito mutazioni nel corso degli anni e in base al supporto, tale logo è stato utilizzato sia sulle copertine che sulle etichette interne dei dischi fino al 1968.

### 1968-1986
In quell'anno il logo è stato ri-disegnato completamente, optando per uno stile meno elaborato, che consisteva nella scritta RCA in lettere stampatello di fantasia, vuote al loro interno. In un'ottica di razionalizzazione del prodotto, il logo fu sostituito sia sulle copertine dei dischi che sulle etichette interne. Queste ultime videro la nuova scritta RCA posta in verticale alla sinistra del foro di inserimento, mentre sulla destra era presente la scritta "Italiana" (o il nome delle diverse collane) in orizzontale a caratteri bianchi, Inoltre le etichette, precedentemente nere, assunsero un colore di fondo variabile a seconda delle collane: per le edizioni promozionali di solito si usava un fondo bianco e scritte nere con la dicitura "campione non commerciabile" sopra il nome RCA, blu per le serie ordinarie, arancione per le versioni juke box (che solitamente contenevano sui due lati brani di diversi autori, con numeri di catalogo a sé stanti). Non mancano casi nei quali anche i campioni promozionali hanno etichetta con colori ordinari, e l'aggiunta della sola scritta "campione non commerciabile".
Per l'occasione, furono sostituite anche tutte le enormi insegne issate sugli stabilimenti con le nuove, di colore metallico e retroilluminate, e rossa quella all'ingresso. Scomparve il riferimento alla parola "italiana".

### Dal 1986
Successivamente all'acquisizione da parte della BMG, il marchio RCA Italiana negli anni successivi fu progressivamente sostituito sull'etichetta interna dei dischi dal vecchio logo circolare. Il marchio scomparve anche dal fronte della copertina, venendo applicato in piccole dimensioni solo sul retro, prima nel formato ultimo e successivamente in quello storico, fino alla cessazione di nuove emissioni a nome RCA. Le insegne sulla palazzina e all'ingresso furono lasciate per tempo, venendo ammainate e smontate, per essere avviate al macero, solo tempo dopo il subentro di BMG. In previsione della dismissione della sede, non furono mai sostituite da altre, lasciando la palazzina senza scritte. Il marchio RCA, nelle due versioni, è stato saltuariamente utilizzato negli anni successivi, in base anche all'afferenza dei cataloghi di cui facevano parte i dischi ristampati o degli artisti ancora sotto il vecchio contratto.

## Marchio RCA Italiana
Nella parte bassa dell´etichetta, soprattutto per i 33 giri, erano riportate, seguendo la circolare dell'etichetta, in lingua inglese (o spagnola) le indicazioni relative al produttore del supporto e proprietario dell'opera. Fino al 1985 il riferimento era alla RCA S.p.A. Roma (manufactured and distributed by); a partire dal 1986 - con identica grafica - la dicitura iniziò a riflettere i nuovi assetti societari: se la produzione fisica (manufactured by) era di BMG Ariola, i diritti della matrice appartenevano alla (used by authority of) RCA Corporation.
Acquisita l'azienda, il marchio è stato dismesso per le nuove produzioni. Inizialmente utilizzato in continuità dalla BMG, dal 1986, come logo sui dischi, è stato progressivamente sostituito dal logo storico, anche sui CD, per poi essere definitivamente accantonato. Recentemente, nel ristampare - soprattutto in riedizioni masterizzate in vinile, anche per distribuzione editoriale - alcuni vecchi dischi, la Sony Music ha posto, accanto al proprio logo, nelle etichette, il logo RCA. Per una questione di filologia, considerando l´obiettivo collezionistico di tali uscite, nelle copertine viene mantenuta la scritta RCA Italiana nella forma originale del disco. In questi casi i simboli, al pari dei numeri di catalogo originali, sono privi di valore identificativo.

## Etichette collegate
La RCA Italiana ha pubblicato anche dischi con una numerazione di catalogo differente e/o una diversa etichetta. Sono infatti svariate le altre etichette controllate o solo distribuite dalla casa romana. Eccole:
- RCA Camden (Proprietà)
- RCA Custom (Proprietà)
- RCA International (Proprietà)
- RCA Lineatre (Proprietà)
- RCA Milano (Proprietà)
- RCA Original Cast (Proprietà)
- RCA Piper Records (Proprietà)
- RCA Red Seal (Proprietà)
- RCA Talent (Proprietà)
- RCA Victor (Proprietà)
- RCA Victrola (Proprietà)
- Arc (Proprietà)
- Apollo (Distribuzione; proprietà di Edoardo Vianello)
- Barclay (Distribuzione)
- Bella Record (Distribuzione)
- Best Records (Distribuzione, proprietà di Claudio Casalini)
- Buddah Records (Distribuzione)
- Cat Records (Distribuzione, proprietà di Pietro e Paolo Micioni)
- Catoca (Distribuzione, proprietà di Giosi e Mario Capuano e Giacomo Tosti)
- C&M Cultura & Musica (Distribuzione, proprietà di Rosa Cavalieri. Ricordata per essere stata l'etichetta di Giuseppe Cionfoli)
- Chrysalis Records (Distribuzione, etichetta inglese nota, tra gli altri, per i Jethro Tull e Billy Idol)
- Come Il Vento (Distribuzione, proprietà di Michele Dal Vecchio. Nota per gli artisti Dario Baldan Bembo, Mia Martini e Maurizio Fabrizio)
- Concorde (Distribuzione, sotto etichetta della Cat Records. Praticamente l'etichetta 'personale' di Mike Francis)
- Cormorano (Distribuzione)
- DDD - La Drogueria di Drugolo (Distribuzione; proprietà di Lando Lanni Della Quara. È l'etichetta che lanciò Eros Ramazzotti. Tra gli altri: Mia Martini, Fiorella Mannoia e Fausto Leali)
- Delta (Distribuzione; proprietà di Paolo Dossena e Lilli Greco)
- Dischi Noi (Distribuzione, etichetta sanremese)
- Edibi (Distribuzione dal 1974)
- Edig (Distribuzione)
- General Music (Distribuzione, proprietà di Piero Piccioni)
- Hello (Distribuzione dal 1973; proprietà di Luciano Rondinella)
- Help! (Distribuzione; proprietà di Gianni Dell'Orso)
- IL (Distribuzione, etichetta interna alla RCA curata da Paolo Dossena)
- It (Distribuzione; proprietà Vincenzo Micocci)
- K-tel (Distribuzione)
- Mark Tre (Distribuzione; proprietà Vincenzo Micocci)
- MiMo (Distribuzione; proprietà di Franco Migliacci e Gianni Morandi)
- Monitor (Distribuzione; proprietà di Carlo Nistri)
- Numero Uno (Distribuzione e proprietaria al 50%; dal 1976 proprietà)
- Pye Records (Distribuzione)
- Radio Records (Distribuzione)
- Rare
- Sagittario (Distribuzione)
- Salsoul Records (Distribuzione)
- Seven Records (Distribuzione; proprietà di Giuliano Facioni)
- Sire Records (Distribuzione, etichetta statunitense nota per i Talking Heads, i Ramones e, soprattutto, Madonna)
- Spaghetti Records (Distribuzione; proprietà di Alessandro Colombini, Shel Shapiro e Silvio Crippa)
- Stiff Records (Distribuzione)
- Tamla Motown (Distribuzione)
- Tomorrow
- 20th Century Fox Records
- Una sors coniunxit (Distribuzione; proprietà di Vincenzo Micocci)
- Valiant
- Vik
- Vista
- Wep (Without End Production S.r.l.) (Distribuzione, proprietà di Gino Paoli)
- "X" (proprietà)
- Yep Records (Distribuzione; proprietà di Franco ed Elio Palumbo)
- Zerolandia (Distribuzione; proprietà di Renato Zero)

## Dischi pubblicati
Nel corso della propria esistenza, la RCA - oltre all'utilizzo di diverse etichette (vedi sopra) con proprio numero di catalogo - ed ai propri sistemi di numerazione ordinari, aggiornati negli anni e con le diverse ristampe dei medesimi dischi, fece anche ampio uso, soprattutto nelle raccolte, di collane sussumibili sotto uno stesso nome: è il caso delle pubblicazioni denominate "lineatre", con grafiche simili - rinnovate solo una volta, negli anni ottanta, con il passaggio a BMG - che riproducevano i più grandi successi degli artisti prodotti da RCA, il cui catalogo era quindi di proprietà della stessa; pubblicazioni proseguite anche dopo il passaggio di tali artisti ad altre etichette, così da monetizzare il successo di tali artisti. Oltre a questo, furono pubblicate versioni promozionali dei dischi (45 e 33 giri) per la stampa e le radio, essenzialmente identiche a quelle in commercio, stesso numero di catalogo, ma con label bianca a scritte nere e la dicitura "campione non commerciabile" a fianco del logo.
Vi furono poi le edizioni juke boxe (45 giri), generalmente con label arancione, che riportavano un diverso artista e canzone per lato (generalmente i lati A dei rispettivi 45 giri in vendita), ed il cui codice vedeva un "JB" anteposto al numero di catalogo ordinario, o ad un numero specifico. Oltre a questo, l'azienda pubblicò diversi dischi di sonorizzazione ed effetti sonori, raccolte, dischi a 45 che contenevano i refrain dei successi del momento per i locali o i venditori al pubblico, oppure 33 giri che contenevano antologie di diversi artisti, da regalare, con diverse catalogazioni, alle quali si rimanda. 

## Location cinematografica e fotografica
Negli anni sessanta, la RCA Italiana simboleggiò, per antonomasia, il luogo della musica; era l'unica struttura dedicata esclusivamente alla musica. Questo la portò ad essere - soprattutto nei suoi esterni - set di servizi fotografici di alcuni artisti sotto contratto dell'etichetta. Complice poi la città che la ospitava (Roma), le aree anche interne degli studi furono location per alcune scene di film dell'epoca, sia del genere musicarello che drammatico. Gli esterni e i capannoni, appena inaugurati, appaiono, ad esempio, in alcune inquadrature del film Il nemico di mia moglie (1959), di Gianni Puccini, con Marcello Mastroianni, mentre l'entrata degli studi (palazzina rossa), le scale, e parte dei loro interni sono visibili ne Il Giovedì (1963) di Dino Risi, con Walter Chiari; altri scorci in alcuni frammenti di film ambientati nel mondo della musica: Perdono (1966) di Ettore Maria Fizzarotti con Caterina Caselli, e - sempre dello stesso regista, ma girato un anno prima - Se non avessi più te (1965), con Gianni Morandi.
Negli anni settanta, finita l'epoca dei musicarelli, complice l'internazionalizzazione dell'entertainment, l'ascesa di etichette discografiche anche in altre città (dal 1974 la CGD aveva il suo nuovo campus di via Quintiliano 40 a Milano, in primis), la RCA, già in fase calante, non fu più utilizzata in tal senso.

## Documentari e docuserie
- Quando andavamo a 45 giri - a cura di Michele Bovi - Speciale Tg2 Dossier, 2001
- Lato A. La storia della più grande casa discografica italiana - a cura di Matteo Lena, con Marco Giallini, 2024 - RAI.[36]